# Università Iuav di Venezia
L'Università Iuav di Venezia (fino al 2001 Istituto Universitario di Architettura di Venezia) è una università statale italiana di Venezia fondata nel 1926. I campi di studio e di ricerca comprendono le aree di architettura, design, teatro, moda, arti visive, urbanistica e pianificazione del territorio.

## Storia

### Origini
Seconda Scuola di architettura in Italia, dopo quella di Roma, IUAV nasce nel 1926 come Regia Scuola Superiore di Architettura annessa alla Regia accademia di belle arti di Venezia per iniziativa di Giovanni Bordiga, presidente dell’accademia di belle arti.
Nel primo anno la Scuola contava 27 iscritti; vi insegnavano, oltre a Bordiga, Guido Cirilli, Guido Sullam, Brenno Del Giudice, Giuseppe Torres, Pietro Paoletti, Augusto Sezanne.
A Bordiga succedette come direttore nel 1929 Guido Cirilli, che era stato professore di composizione dell’accademia di Venezia. A partire dagli anni Trenta iniziò una fase di rinnovamento, favorita dal ricambio del corpo docente. Nel 1933 Carlo Scarpa diventava professore incaricato di studio dal vero e decorazione; due anni dopo veniva affidata a Duilio Torres la docenza di urbanistica e nel 1936 Giuseppe Samonà fu chiamato a ricoprire la cattedra di disegno architettonico e rilievo dei monumenti. Due anni dopo, Samonà chiamò come docente Egle Trincanato, prima donna laureata nella scuola veneziana.
Nell'ottobre 1940 assume la denominazione Istituto Universitario di Architettura (IUAV).

### 1945-1970: l'epoca di Giuseppe Samonà
Divenuto direttore dell'Istituto nel 1943, Samonà avviò un processo di rifondazione dell’insegnamento dell’architettura e di rinnovamento del corpo docente, chiamando personalità come Luigi Piccinato (urbanistica), Franco Albini (architettura degli interni, arredamento e decorazione), Giovanni Astengo (urbanistica), Ignazio Gardella (elementi costruttivi), Bruno Zevi (storia dell’arte e storia e stili dell’architettura), Saverio Muratori (caratteri distributivi degli edifici), Ludovico Belgiojoso (insegnamento di architettura degli interni) e Giancarlo De Carlo (caratteri distributivi degli edifici).
Nel 1951 l'ateneo conferisce la laurea honoris causa a Frank Lloyd Wright.
Durante la direzione di Samonà entrarono a far parte del mondo IUAV Ernesto Nathan Rogers, che dal 1952 organizzò a Venezia i corsi estivi dei Ciam, in precedenza tenuti a Londra. Tra il 1963 e il 1968 una nuova generazione di docenti arrivò allo IUAV: Carlo Aymonino, Leonardo Benevolo, Manfredo Tafuri, Mario Manieri Elia, Guido Canella. Architetti laureati durante la direzione di Samonà svolsero attività didattica prima come assistenti e poi come docenti: Gino Valle, Valeriano Pastor, Gianugo Polesello, Fernanda Valle, Luciano Semerani, Costantino Dardi. Nel 1970 si inaugurò il primo corso di laurea in Urbanistica, nato da un’intuizione di Giovanni Astengo.
Confronto di idee, pluralismo e sperimentazione didattica erano i principi si cui Samonà aveva costruito lo IUAV del dopoguerra, richiamando un gruppo di intellettuali e profesisonisti di primissimo piano. Nel 1964 sulle pagine di Casabella-Continuità (n. 284) sotto il titolo "Venezia anno zero" si annunciava l'accordo raggiunto fra docenti, assistenti e studenti per una gestione congiunta della facoltà. Il risultato fu ottenuto dopo una fase di pionieristici scioperi attivi preceduti, negli anni 1959-60, dalla riforma dei piani di studio sancita da Giuseppe Samonà e fu seguito, nel 1963, dagli scioperi delle altre facoltà di architettura per ottenere simili azioni di democratizzazione e riforma. In quegli anni si trasformò la struttura delle discipline, degli Istituti e della facoltà nel suo insieme. La sperimentazione di una meditata riforma della Facoltà di Architettura portò alla creazione di tre organi composti pariteticamente da docenti, assistenti e studenti e dotati di una certa libertà d'azione: consiglio d'istituto, consiglio didattico, giunta esecutiva, per la definizione delle modalità della didattica e dei programmi di ricerca, oltre che di proposte e richieste.
La direzione Samonà si concluse nel 1971.

### Gli anni Settanta
Nel 1972 divenne direttore di IUAV Carlo Scarpa, a cui l’ateneo nel 1978 conferì la laurea honoris causa in architettura, risolvendo così le discussioni sulla legittimità del suo operato.
Dal 1974 al 1979 fu direttore Carlo Aymonino, che avviò un nuovo progetto di riforma dell’insegnamento. In anticipo rispetto alle altre università italiane, IUAV inaugurò nel 1976 la sperimentazione dei dipartimenti.

### Gli anni Ottanta e Novanta
Tra gli anni settanta e la metà degli anni ottanta, con le direzioni di Valeriano Pastor (1979-82) e di Paolo Ceccarelli (1982-91), entrarono a far parte del corpo docente Massimo Cacciari e Franco Rella, da Milano Aldo Rossi, Vittorio Gregotti, Bernardo Secchi, Francesco Tentori, Massimo Scolari, da Bologna Pierluigi Cervellati, da Roma Giorgio Ciucci, Edoardo Salzano, Franco Purini e il napoletano Francesco Venezia. In pochi anni la popolazione studentesca dello IUAV aumentò, fino a raggiungere i 12.000 studenti iscritti all’inizio degli anni ’90.
A partire dal 1993, sotto il rettorato di Marino Folin, IUAV ha riformato gli ordinamenti didattici delle facoltà di architettura.

### Gli anni 2000
A partire dal 2001 alla storica facoltà di architettura si sono affiancate le facoltà di pianificazione del territorio e di design e arti, ampliando l’offerta formativa a tutte le discipline del progetto. IUAV cambia nome e logo: non è più Istituto Universitario di Architettura di Venezia, ma Università Iuav di Venezia. Una nuova identità visiva viene creata, su iniziativa del prorettore alla comunicazione Sergio Polano che promuove un concorso internazionale per il disegno del nuovo logo dell’ateneo e dell’immagine coordinata.
Da novembre 2006 a novembre 2009 è stato rettore dell’ateneo Carlo Magnani.
Da novembre 2009 a settembre 2015 è stato rettore dell’ateneo Amerigo Restucci. Con lo Statuto emanato nel 2012, Iuav ha accolto le indicazioni della legge 240 sull’organizzazione dell’università ("legge Gelmini") e ha sostituito le facoltà con nuove strutture organizzative: i dipartimenti, centri di svolgimento delle attività di ricerca, didattiche e formative. Tre i dipartimenti attivati da Iuav: Architettura, costruzione e conservazione; Progettazione e pianificazione in ambienti complessi; Culture del progetto.

### Dopo il 2018
Dal 2015 al 2018 è stato rettore dell’ateneo Alberto Ferlenga. Sotto il suo impulso, nel 2018 Iuav ha emanato un nuovo statuto grazie al quale ha recuperato lo status di “scuola speciale” che lo definisce dalla sua fondazione e che gli ha offerto la possibilità di riorganizzarsi al di fuori dei vincoli della legge Gelmini, garantendo semplificazione organizzativa e operatività gestionale. Tra le novità più rilevanti l’attribuzione delle funzioni gestionali a un unico dipartimento, Culture del progetto.
Dal 1º ottobre 2021 è rettore dell’ateneo Benno Albrecht.
Dall'anno accademico 2022/2023 Iuav amplia la propria offerta formativa fuori Venezia, proponendo un nuovo corso di laurea in design a Vicenza nell'ambito della Fondazione Studi Universitari di Vicenza- FSU.
Nell'aprile 2023 Iuav è tra i soci fondatori della Fondazione Venezia Capitale Mondiale della Sostenibilità, presieduta da Renato Brunetta.
Il 26 maggio 2023 l'ateneo ha ospitato la presidente della commissione europea Ursula Von Der Leyen e l'architetto Shigeru Ban, vincitore del premio Pritzker.
Iuav è tra i promotori del progetto "Venezia Città Campus", il protocollo d'intesa è stato firmato nel luglio 2023 e vede la partecipazione di Regione del Veneto, Comune di Venezia, Università Ca’ Foscari, Accademia di Belle Arti di Venezia, del Conservatorio ‘Benedetto Marcello’ di Venezia e della Fondazione Venezia Capitale mondiale della Sostenibilità.
A partire dal 2022 l'ateneo intraprende una serie di iniziative, volute dal rettore Albrecht, per riqualificare le proprie sedi nell'ottica di costituire un "campus" nell'area di Santa Marta creando un raccordo tra l'insediamento universitario esistente e il tessuto urbano del quartiere. Le iniziative, realizzate grazie a finanziamenti governativi, prevedono la riqualificazione del campo sportivo, la costruzione di un nuovo edificio per spogliatoi e un grande spazio multifunzionale all'aperto attrezzato per eventi, oltre alla la riqualificazione del complesso delle Terese e la realizzazione di un nuovo percorso attrezzato e accessibile tra Santa Marta e San Basilio, che unirà tutte le sedi dell'ateneo e che prevede anche un nuovo ponte pedonale tra l'ex cotonificio e l'area degli ex magazzini frigoriferi.
Nell'ottobre 2023 il Ministero approva la proposta presentata da Iuav, Comune, Marina militare e IPAV per sei nuovi immobili da adibire a residenze studentesche in centro storico per un totale di 800 posti letto che prevede la riqualificazione e il restauro di alcuni importanti edifici nel centro storico veneziano tra cui il palazzo della nunziatura e il complesso dell’Ospedaletto a Castello.
Recentemente Iuav ha ospitato conferenze di alcuni tra i principali architetti sulla scena internazionale, tra cui Wang Shu (2024),Kazuyo Sejima e Peter Eisenmann (2025).  

## Senato degli Studenti
Il Senato degli Studenti dell'Università Iuav di Venezia è un organo collegiale di rappresentanza degli studenti iscritti ai corsi di laurea e laurea magistrale. Composto interamente da studenti e studentesse, funge da organo consultivo che esprime pareri e avanza proposte alla governance dell'ateneo su questioni riguardanti la didattica, la ricerca e i servizi agli studenti.

## Struttura
L'ateneo è organizzato in un unico dipartimento: Culture del progetto.
Nel 2018 e nel 2021 il dipartimento è stato inserito tra i dipartimenti di eccellenza individuati dall’ANVUR, Agenzia Nazionale di Valutazione del Sistema Universitario e della Ricerca.

## Biblioteca
L'Università possiede una biblioteca dedicata all'architettura e alle altre discipline progettuali in Italia. La Biblioteca Iuav ha sede nel convento dei Tolentini ed è aperta agli utenti istituzionali e al pubblico esterno, previa registrazione. I principali ambiti disciplinari attorno ai quali sono nate e si sono sviluppate le collezioni della biblioteca sono l'architettura, la pianificazione, l'urbanistica, le arti visive, il design e la moda. Queste rappresentano un patrimonio bibliografico unico nel panorama italiano e internazionale delle biblioteche specialistiche di settore, con oltre 250.000 unità fra monografie, annate di periodici, tesi di laurea e altre tipologie di supporti.

## Editoria
L'Università Iuav di Venezia ha avviato un progetto editoriale in partnership con l'editore LetteraVentidue, articolato in due collane: Saggi e Materiali. Copia della produzione editoriale dell'Ateneo è raccolta dalla Biblioteca Iuav e disponibile in sola consultazione.

## Identità visiva
Nel 2001, a seguito del cambiamento di nome e di status dell’ateneo, che da Istituto Universitario di Architettura di Venezia era diventato Università Iuav di Venezia con tre facoltà, si rese necessario cambiare anche il logo e l’identità visiva della Scuola, fino a quel momento rappresentata dal sigillo raffigurante il leone alato di San Marco che regge il vangelo aperto con la scritta “Pax tibi Marce Evangelista mei”. Il logo di IUAV, ridisegnato dall’architetto Massimo Scolari, era in realtà il sigillo identificativo di tutte le istituzioni veneziane, perché riproduceva lo stemma stesso della città di Venezia. Si distingueva dalle altre versioni per la presenza di due corone circolari che portavano una l’iscrizione “Istituto Universitario di Architettura di Venezia” e l’altra il motto vitruviano “Firmitas, Utilitas, Venustas”, che identifica la sostanza stessa dell’architettura. Tuttavia non rappresentava più la nuova identità di Iuav, che ampliava i propri orizzonti disciplinari oltre l’architettura, nei campi del design, delle arti visive e multimediali, della moda, del teatro.
Nel 2002, anno del 75º anniversario della fondazione di IUAV, Sergio Polano, delegato alla comunicazione Iuav, promosse il concorso internazionale “Newlogo Iuav”: tema del concorso il progetto di una nuova identità visiva coordinata, a partire dal logo. Parteciparono al concorso 7 progettisti internazionali: Philippe Apeloig, Neville Brody / Research Studios, Matthew Carter, Gert Dumbar / Studio Dumbar, Mevis & van Deursen, Paula Scher / Pentagram, Massimo Vignelli.
La giuria, composta da Giovanni Anceschi, Enrico Camplani, Marino Folin, Bob Noorda, Sergio Polano, Leonardo Sonnoli, Pierpaolo Vetta, ha scelto il progetto del graphic designer francese Philippe Apeloig, che sviluppa un logo basato quasi interamente sulle quattro lettere I, U, A e V, disposte verticalmente, con un design semplice ma fortemente connotato che intende rappresentare passato, presente e futuro.
Così Philippe Apeloig spiega il suo progetto:

## Galleria d'immagini

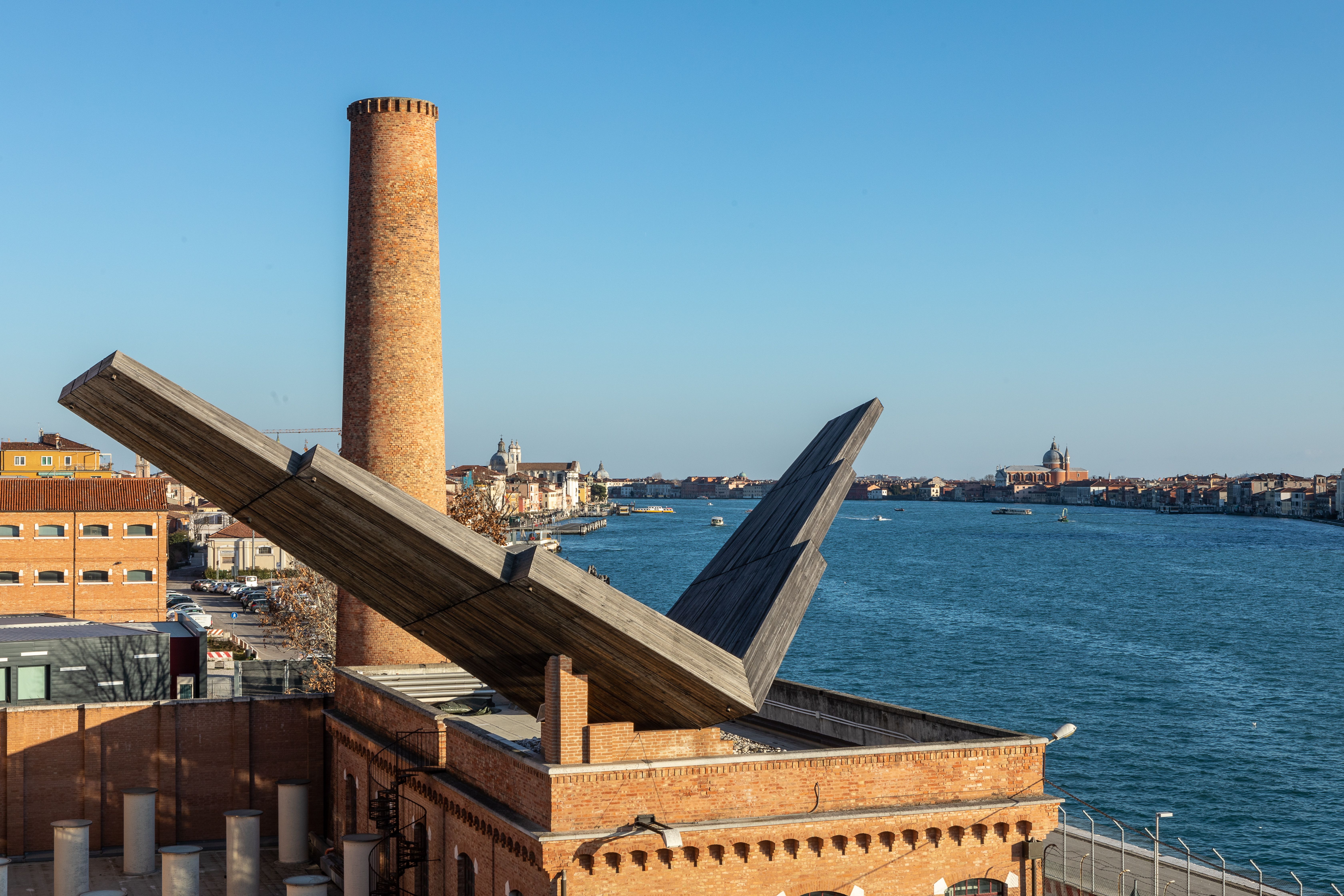
Cotonificio Veneziano, sede delle attività didattiche
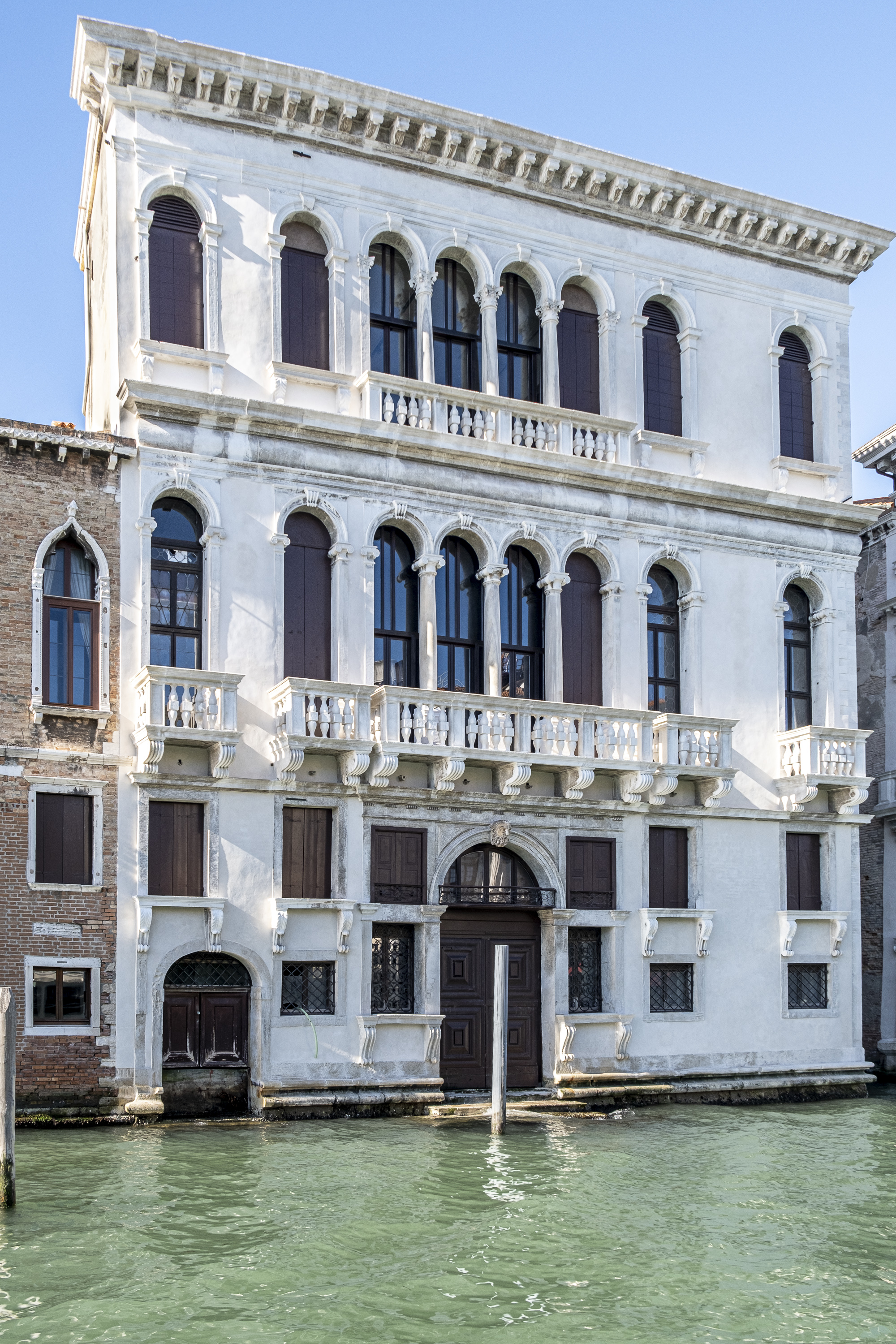
Ca' Tron, palazzo storico sul Canal Grande, sede dell'Università Iuav di Venezia
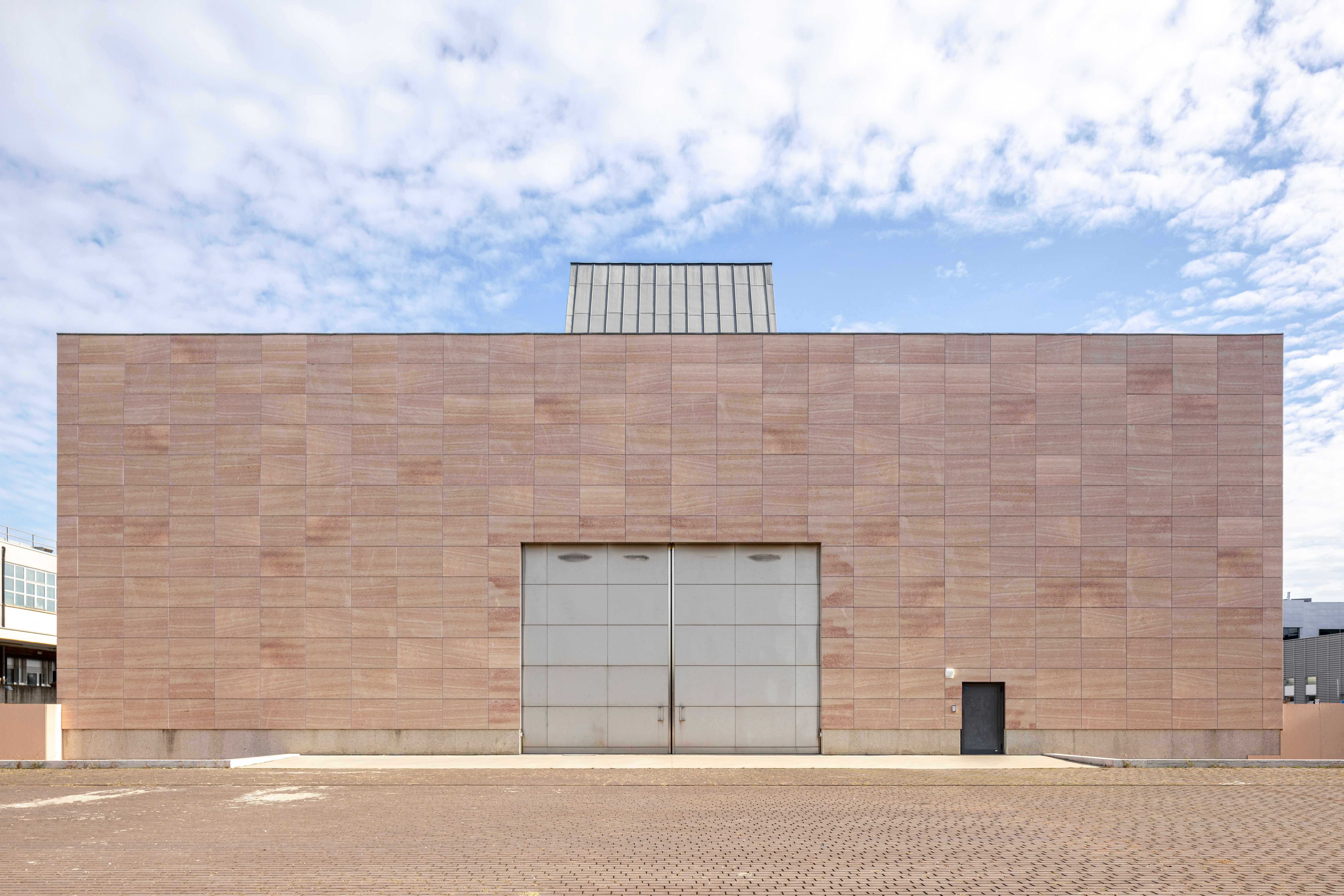
Laboratorio di Scienza delle Costruzioni Iuav in Via Torino (Mestre)
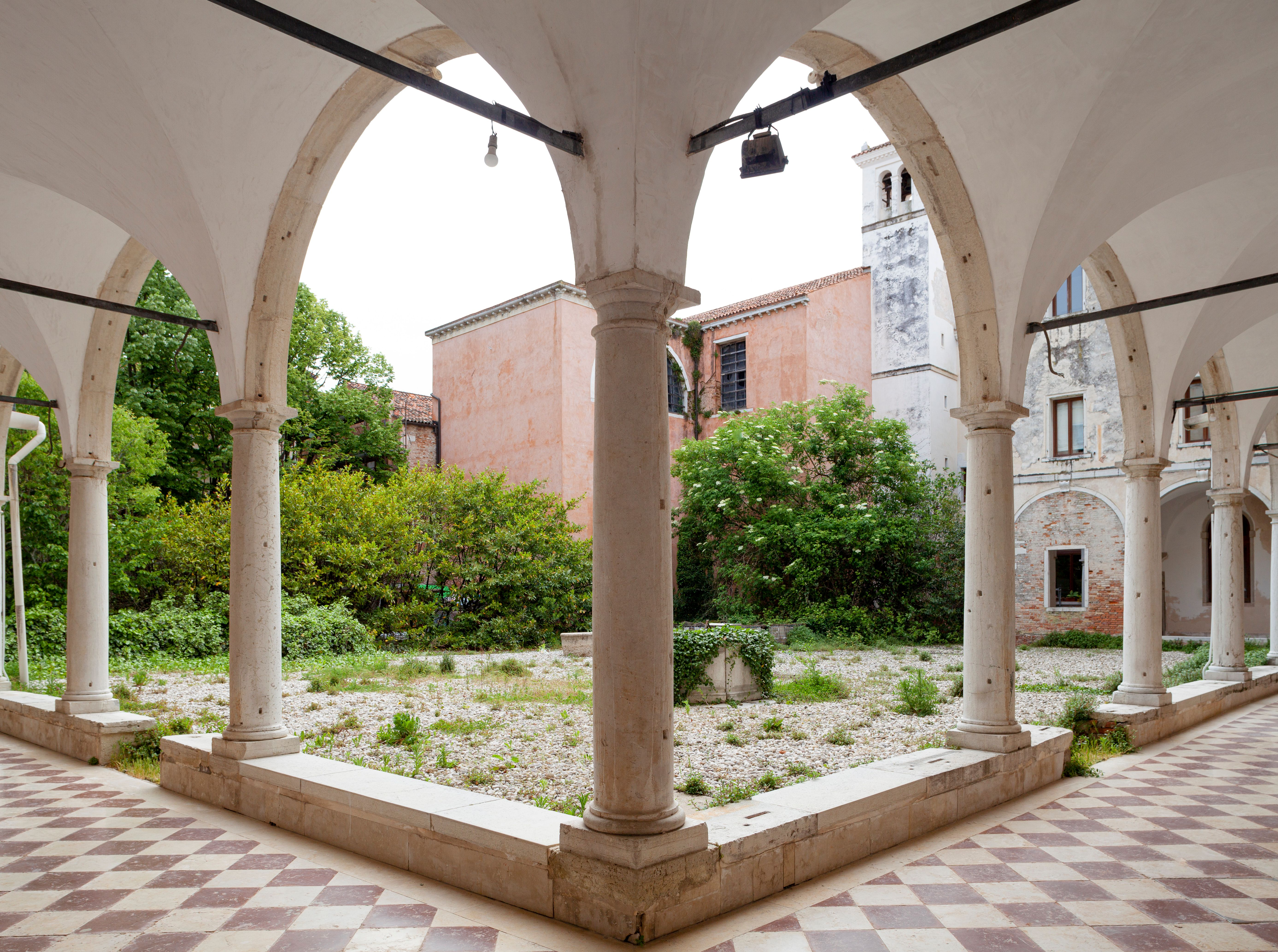
Convento delle Terese, sede degli studioli dei docenti e delle aule studio
Palazzo Badoer, Venezia, sede dell'alta formazione
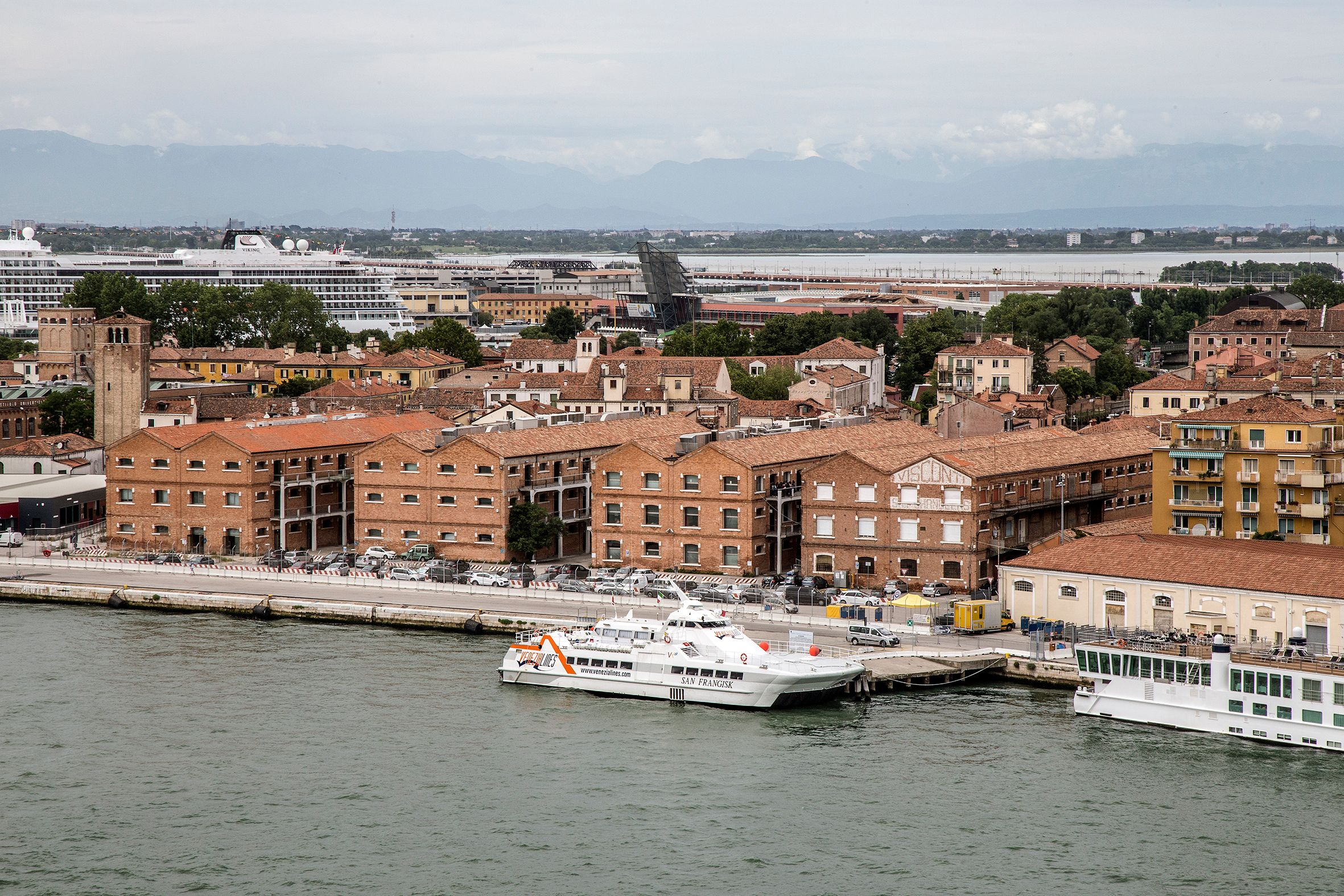
Magazzini Ligabue, Venezia, sede dei laboratori e dell'Archivio Progetti
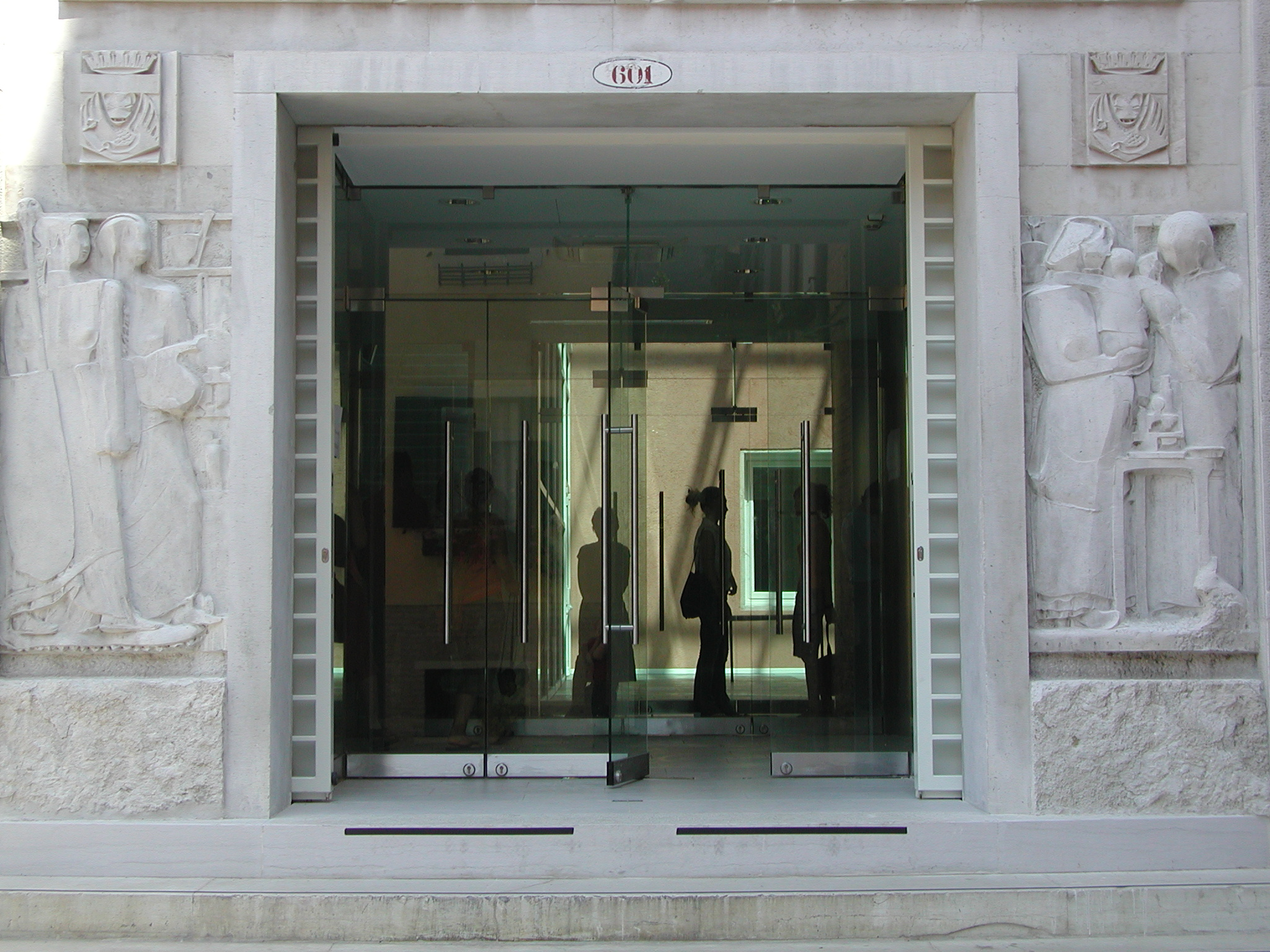
Campo della Lana, sede di uffici amministrativi e servizi agli studenti dell'Università Iuav di Venezia
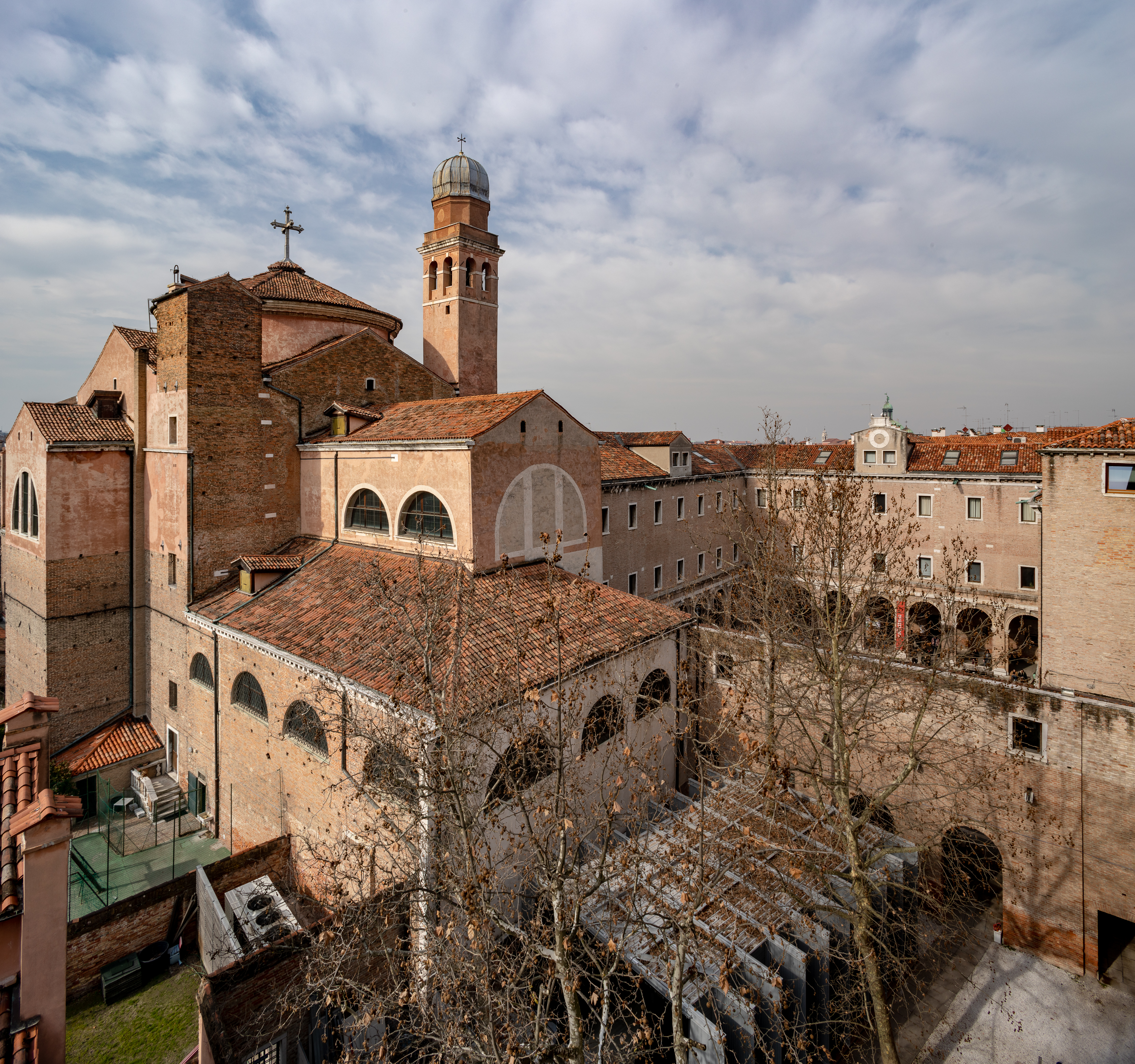
Complesso dei Tolentini, sede centrale dell'Università Iuav di Venezia

## Direttori[33]
- Giovanni Bordiga (dicembre 1926 - 24 novembre 1929)
- Guido Cirilli (25 novembre 1929 - 31 ottobre 1943)
- Giuseppe Samonà (1 novembre 1943 - 31 maggio 1944)
- Carlo Minelli (1 giugno 1944 - 25 giugno 1945)
- Giuseppe Samonà (26 giugno 1945 - 1 gennaio 1972)
- Carlo Scarpa (2 febbraio 1972 - 11 giugno 1974)

## Rettori
- Carlo Aymonino (16 giugno 1974 - 31 ottobre 1979)
- Valeriano Pastor (11 dicembre 1979 - 31 ottobre 1982)
- Paolo Ceccarelli (1 novembre 1982-1991)
- Marino Folin (1991-2006)
- Carlo Magnani (2006-2009)
- Amerigo Restucci (2009-2015)
- Alberto Ferlenga (2015-2021)
- Benno Albrecht (2021- presente)

## Lauree honoris causa[34]
- Frank Lloyd Wright, architetto, 21 giugno 1951
- Carlo Scarpa, architetto, 2 febbraio 1978
- Cornelis Van Eesteren, architetto, 1 febbraio 1985
- Alfred Roth, architetto, 1 febbraio 1985
- James Sloss Ackermann, storico, 1 febbraio 1985
- Phyllis Lambert, architetta, 24 aprile 1991
- Arcot Ramachandran, pianificatore, 24 aprile 1991
- Olin J Stephens, velista e architetto navale, 24 aprile 1991
- Franco Levi, ingegnere, 9 aprile 1994
- Pierre George, geografo, 9 aprile 1994
- José Rafael Moneo Valles, architetto, 9 aprile 1994
- Julius Posener, storico, 9 aprile 1994
- Massimo Vignelli, grafico, 9 aprile 1994
- Jörg Schlaich, ingegnere, 8 marzo 2003
- Carlo Sciarrelli, architetto navale, 8 marzo 2003
- Emilio Vedova, artista, 8 marzo 2003
- Fernando Tàvora, architetto, 9 maggio 2003
- Licinio Ferretti, topografo, 15 aprile 2005
- Wladimiro Dorigo, urbanista, 15 dicembre 2005
- Bernard Lassus, paesaggista, 21 marzo 2007
- James Turrell, artista, 1 ottobre 2007
- Bruce Nauman, artista, 8 giugno 2009
- Man-Chung Tang, ingegnere, 19 maggio 2010
- Luca Ronconi, regista, 21 gennaio 2012
- Paola Antonelli, designer e architetta, 7 ottobre 2021

## Lauree ai caduti per la patria[34]
- Aldo Kratter, medaglia d’argento al valor militare, 5 novembre 1941
- Emilio Luzzato, medaglia d’argento al valor militare, 5 novembre 1941
- Antonio Nardi, 15 novembre 1949
- Erfelio Pedrollo, 22 maggio 1970